# Jaygaon
Jaygaon é uma vila no distrito de Jalpaiguri, no estado indiano de Bengala Ocidental.

## Demografia
Segundo o censo de 2001, Jaygaon tinha uma população de 38 664 habitantes. Os indivíduos do sexo masculino constituem 52% da população e os do sexo feminino 48%. Jaygaon tem uma taxa de literacia de 52%, inferior à média nacional de 59,5%: a literacia no sexo masculino é de 59% e no sexo feminino é de 43%. Em Jaygaon, 16% da população está abaixo dos 6 anos de idade.